# Кошарка за мушкарце на Летњим олимпијским играма 1976.
Кошаркашки турнир на Летњим олимпијским играма одржаним 1976. године је девети по реду званични кошаркашки турнир на Олимпијским играма. Турнир је одржан у Монтреалу, Канада. На завршном турниру је учествовало укупно 12 репрезентација и одиграно је укупно 42 утакмице.
Турнир се играо на једноструком систему, репрезентација која је освојила највише бодова је уједно постала и олимпијски шампион. Мушки тим Совјетског Савеза, који је био шампион у играма у Минхену четири године раније, није поновио успех, у полуфиналу је изгубио против Југославије. Сједињене Државе су искористили ове игре да наставе серију успеха на олимпијадама (једино нису били прваци 1972.) и победом над Југославијом, у финалу, су повратили титулу олимпијског шампиона.
Због афричког бојкота игара, мушка кошаркашка репрезентација из Египта је напустила такмичење после првог дана. Једину утакмицу коју су одиграли је била против репрезентације Чехословачке и ту су изгубили резултатом 103-64. Преостале мечеве Египат је изгубио службеним резултатом 2-0. Ти резултати су рачунати у групи Б где се због одустајања Египта такмичило само пет репрезентација.

## Југославија
Југославији је ово било пето учешће на кошаркашком олимпијском турниру.
Од прошлих олимпијских игара у Монтреалу кошаркаши Југославије су учествовали на европским првенствима 1973. и 1975. освојили златне медаље и на Светском првенству 1974. им је припало друго место, а сребро у Монтреалу потврдило је да је под вођством селектора Мирка Новосела стасала сјајна генерација југословенских кошаркаша.
У конкуренцији 12 земаља које су учествовале на олимпијском кошаркашком турниру, Југославија је заузела друго место. Југославија је играла у групи Б где је заузела друго место и квалификовала се у полуфинале. У полуфиналној рунди репрезентација Југославије је победила репрезентацију Совјетског Савеза са пет кошева разлике и тиме се пласирала у финале. У финалној рунди Југославија се састала са репрезентацијом САД и тај сусрет је изгубила од тада још неприкосновених Американаца са 95:74 и освојила је сребрну медаљу. Репрезентација Југославије је на седам утакмица остварила пет победа и доживела два пораза, оба од репрезентације САД. Југословенски репрезентативци су постигли 527 кошева а примили 522. Просек постигнутих кошева Југославије је био 75,28 по утакмици према 74,57 примљених и позитивна кош разлика од 5 кошева..

## Земље учеснице турнира
Свакој репрезентацији је омогучено да има највише 12 играча. На турниру је укупно било 144 играча који су представљали 12 репрезентација учесница. На кошаркашком турниру је одиграно укупно 42 утакмице.
| - Аустралија - Египат - Италија - Јапан - Југославија - Канада | - Куба - Мексико - Порторико - Сједињене Америчке Државе - Совјетски Савез - Чехословачка |

## Резултати

### Група A
| Репрезентација     | Бод: | Ута: | Поб: | Изг: | К+: | К-: |
| 1. Совјетски Савез | 10   | 5    | 5    | 0    | 548 | 374 |
| 2. Канада          | 9    | 5    | 4    | 1    | 446 | 416 |
| 3. Куба            | 8    | 5    | 3    | 2    | 448 | 402 |
| 4. Аустралија      | 7    | 5    | 2    | 3    | 472 | 481 |
| 5. Мексико         | 6    | 5    | 1    | 4    | 461 | 511 |
| 6. Јапан           | 5    | 5    | 0    | 5    | 364 | 555 |

| 18. јул    |         |            |
| Канада     | 104–76  | Јапан      |
| Куба       | 111–89  | Аустралија |
| Мексико    | 77–120  | СССР       |
| 19. јул    |         |            |
| Канада     | 84–79   | Куба       |
| СССР       | 93–77   | Аустралија |
| Мексико    | 108–90  | Јапан      |
| 21. јул    |         |            |
| Мексико    | 117–120 | Аустралија |
| Јапан      | 56–97   | Куба       |
| СССР       | 108–85  | Канада     |
| 23. јул    |         |            |
| Јапан      | 63–129  | СССР       |
| Мексико    | 75–89   | Куба       |
| Аустралија | 69–81   | Канада     |
| 24. јул    |         |            |
| Куба       | 72–98   | СССР       |
| Мексико    | 84–92   | Канада     |
| Аустралија | 117–79  | Јапан      |

#### Група Б
| Репрезентација      | Бод: | Ута: | Поб: | Изг: | К+: | К-: |
| 1. Сједињене Државе | 10   | 5    | 5    | 0    | 394 | 349 |
| 2. Југославија      | 9    | 5    | 4    | 1    | 364 | 343 |
| 3. Италија          | 8    | 5    | 3    | 2    | 349 | 344 |
| 4. Чехословачка     | 7    | 5    | 2    | 3    | 418 | 406 |
| 5. Порторико        | 6    | 5    | 1    | 4    | 321 | 363 |
| — Египат            | 1    | 1    | 0    | 1    | 64  | 105 |

| 18. јул      |        |              |
| Југославија  | 84–63  | Порторико    |
| Италија      | 86–106 | САД          |
| Египат       | 64–103 | Чехословачка |
| 20. јул      |        |              |
| Италија      | 2–0    | Египат       |
| САД          | 95–94  | Порторико    |
| Југославија  | 99–81  | Чехословачка |
| 21. јул      |        |              |
| Порторико    | 2–0    | Египат       |
| Чехословачка | 69–79  | Италија      |
| Југославија  | 93–112 | САД          |
| 22. јул      |        |              |
| Чехословачка | 89–83  | Порторико    |
| Југославија  | 88–87  | Италија      |
| САД          | 2–0    | Египат       |
| 24. јул      |        |              |
| САД          | 81–76  | Чехословачка |
| Југославија  | 2–0    | Египат       |
| Италија      | 95–81  | Порторико    |

### Финална фаза
|  | Класификационе утакмице од 9. до 12. места | Класификационе утакмице од 9. до 12. места |               |    | 9. место | 9. место |
|  |                                            |                                            |               |    |          |          |
|  | 25. јул 1976.                              |                                            |               |    |          |          |
|  |                                            |                                            |               |    |          |          |
|  | Порторико                                  | 111                                        |               |    |          |          |
|  | Порторико                                  | 111                                        | 27. јул 1976. |    |          |          |
|  | Јапан                                      | 91                                         |               |    |          |          |
|  | Јапан                                      | 91                                         | Порторико     | 89 |          |          |
|  | 25. јул 1976.                              |                                            | Порторико     | 89 |          |          |
|  |                                            | Мексико                                    | 84            |    |          |          |
|  | Мексико                                    | Мексико                                    | 84            | 2  |          |          |
|  | Мексико                                    |                                            |               | 2  |          |          |
|  | Египат                                     | 0                                          |               |    |          |          |
|  | Египат                                     | 0                                          | 11. место     |    |          |          |
|  |                                            |                                            |               |    |          |          |
|  | 26. јул 1976.                              |                                            |               |    |          |          |
|  |                                            |                                            |               |    |          |          |
|  | Јапан                                      | 2                                          |               |    |          |          |
|  | Јапан                                      | 2                                          |               |    |          |          |
|  | Египат                                     | 0                                          |               |    |          |          |

|  | Класификационе утакмице од 5. до 8. места | Класификационе утакмице од 5. до 8. места |              |    | 5. место | 5. место |
|  |                                           |                                           |              |    |          |          |
|  | 25. јул 1976                              |                                           |              |    |          |          |
|  |                                           |                                           |              |    |          |          |
|  | Италија                                   | 79                                        |              |    |          |          |
|  | Италија                                   | 79                                        | 27. јул 1976 |    |          |          |
|  | Аустралија                                | 72                                        |              |    |          |          |
|  | Аустралија                                | 72                                        | Италија      | 98 |          |          |
|  | 25. јул 1976                              |                                           | Италија      | 98 |          |          |
|  |                                           | Чехословачка                              | 75           |    |          |          |
|  | Куба                                      | Чехословачка                              | 75           | 76 |          |          |
|  | Куба                                      |                                           |              | 76 |          |          |
|  | Чехословачка                              | 91                                        |              |    |          |          |
|  | Чехословачка                              | 91                                        | 7. место     |    |          |          |
|  |                                           |                                           |              |    |          |          |
|  | 27. јул 1976                              |                                           |              |    |          |          |
|  |                                           |                                           |              |    |          |          |
|  | Аустралија                                | 81                                        |              |    |          |          |
|  | Аустралија                                | 81                                        |              |    |          |          |
|  | Куба                                      | 92                                        |              |    |          |          |

|  | Полуфинале       | Полуфинале       |              |    | Финале | Финале |
|  |                  |                  |              |    |        |        |
|  | 26. јул 1976     |                  |              |    |        |        |
|  |                  |                  |              |    |        |        |
|  | Совјетски Савез  | 84               |              |    |        |        |
|  | Совјетски Савез  | 84               | 30. јул 1976 |    |        |        |
|  | Југославија      | 89               |              |    |        |        |
|  | Југославија      | 89               | Југославија  | 74 |        |        |
|  | 26. јул 1976     |                  | Југославија  | 74 |        |        |
|  |                  | Сједињене Државе | 95           |    |        |        |
|  | Сједињене Државе | Сједињене Државе | 95           | 95 |        |        |
|  | Сједињене Државе |                  |              | 95 |        |        |
|  | Канада           | 77               |              |    |        |        |
|  | Канада           | 77               | 3. место     |    |        |        |
|  |                  |                  |              |    |        |        |
|  | 27. јул 1976     |                  |              |    |        |        |
|  |                  |                  |              |    |        |        |
|  | Совјетски Савез  | 100              |              |    |        |        |
|  | Совјетски Савез  | 100              |              |    |        |        |
|  | Канада           | 72               |              |    |        |        |

## Медаље
| · 2. место · Југославија · | Олимпијски победник САД 8. титула | · 3. место · Совјетски Савез · |

## Коначан пласман
| Поз.   | Репрезентација            |
| ------ | ------------------------- |
| Злато  | Сједињене Америчке Државе |
| Сребро | Југославија               |
| Бронза | Совјетски Савез           |
| 4      | Канада                    |
| 5      | Италија                   |
| 6      | Чехословачка              |
| 7      | Куба                      |
| 8      | Аустралија                |
| 9      | Порторико                 |
| 10     | Мексико                   |
| 11     | Јапан                     |
| -      | Египат                    |